# Golf Les Gets
Le Golf Les Gets est un club de golf français inauguré en 1994 sur la commune des Gets (Haute-Savoie). Il comprend un parcours de 18 trous.

## Historique
Le parcours de golf fut construit à partir de juillet 1992 et inauguré le 10 juillet 1994 sur un terrain situé sur les hauteurs de la commune. L'année suivante, le 29 juillet 1995, le parcours de 18 trous fut officiellement inauguré par le ministre de la Jeunesse et des Sports Guy Drut. C’est alors un par 68 de 5 156 m. À la suite de travaux en 2001, le trou n°1 sera rallongé et le trou n°17 élargi.
Situé à une altitude de 1 500 mètres, il est le plus récent des parcours de golfs développés dans les stations de sport d'hiver des Alpes françaises afin de contribuer à l'attractivité du tourisme estival, après ceux de Méribel (1966), Tignes (1968), Les Arcs (1974), La Rosière (1987) ou dans la station voisine d'Avoriaz (1989).
Le golf Les Gets est ouvert de juin à début octobre.

## Parcours
Le dessin du parcours de golf des Gets fut confié aux architectes Don Harradine et Olivier Dongradi. Le tracé actuel est un par 70 de 5 156 mètres.
Chaque trou fait référence à un sommet environnant.
| Trou     | Trou     | 1           | 2            | 3                  | 4                    | 5                   | 6                      | 7             | 8                 | 9                   | Aller | 10       | 11                   | 12                 | 13                    | 14             | 15            | 16          | 17       | 18               | Retour | Total |
| -------- | -------- | ----------- | ------------ | ------------------ | -------------------- | ------------------- | ---------------------- | ------------- | ----------------- | ------------------- | ----- | -------- | -------------------- | ------------------ | --------------------- | -------------- | ------------- | ----------- | -------- | ---------------- | ------ | ----- |
| Nom      | Nom      | Le Col Rati | Le Mont-Caly | Le Pic du Marcelly | La Pointe de Nantaux | La Pointe d'Angolon | Les Rochers de Graydon | Le Mont-Blanc | La Pointe de Nyon | Entre deux Perthuis |       | Le Léman | La Pointe de Chalune | La Pointe de Nabor | Le Pointe de Chavache | Le Roc d'Enfer | Le Mont-Chéry | Chamossière | La Rosta | La Pointe d'Uble |        |       |
| Par      | Par      | 4           | 3            | 4                  | 4                    | 4                   | 3                      | 5             | 3                 | 4                   | 34    | 5        | 3                    | 5                  | 4                     | 3              | 4             | 4           | 5        | 3                | 36     | 70    |
| Handicap | Handicap | 10          | 16           | 4                  | 2                    | 8                   | 18                     | 12            | 14                | 6                   |       | 3        | 13                   | 9                  | 5                     | 17             | 1             | 11          | 7        | 15               |        |       |
| Hommes   | Blancs   | 264         | 106          | 311                | 361                  | 268                 | 106                    | 456           | 138               | 329                 | 2 339 | 507      | 211                  | 423                | 320                   | 141            | 351           | 323         | 410      | 131              | 2 817  | 5 156 |
| Hommes   | Jaunes   | 235         | 92           | 242                | 348                  | 240                 | 97                     | 411           | 114               | 308                 | 2 087 | 465      | 166                  | 397                | 302                   | 129            | 304           | 290         | 395      | 113              | 2 561  | 4 648 |
| Femmes   | Bleus    | 225         | 82           | 222                | 338                  | 240                 | 86                     | 411           | 114               | 273                 | 1 991 | 436      | 161                  | 375                | 260                   | 117            | 243           | 283         | 395      | 105              | 2 375  | 4 366 |
| Femmes   | Rouges   | 177         | 69           | 197                | 265                  | 198                 | 78                     | 362           | 93                | 246                 | 1 685 | 397      | 133                  | 350                | 223                   | 102            | 239           | 260         | 344      | 94               | 2 142  | 3 827 |